# Free State Project
The Free State Project (FSP) är ett amerikanskt projekt som startade 2001 med syftet att åtminstone 20 000 libertarianer flyttar till en delstat med låg population för att implementera libertarianska idéer. År 2003 valdes (genom Condorcet-metoden) delstaten New Hampshire, vilken redan hade en viss nyliberal politisk image. Syftet är att koncentrera de få och utspridda libertarianerna i USA och världen till en och samma delstat för att på så sätt nå lokalt inflytande.
Deltagare undertecknar ett uttalande att de avser flytta till New Hampshire inom fem år efter att rekryteringen nått 20 000 deltagare. Den 3 februari 2016 hade 20 000 deltagare undertecknat uttalandet, och i augusti 2022 hade 6 232 flyttat in. Omkring ett dussin FSP-deltagare valdes till New Hampshires House of Representatives år 2012. År 2014 valdes omkring 18 stycken.
FSP är en social rörelse som generellt bygger på decentraliserat beslutsfattande. Gruppen är värd för olika tillställningar, men de flesta aktiviteter bygger på ideellt arbete och det finns ingen formell plan för vad deltagarna ska göra i New Hampshire.